# Nuoto ai campionati mondiali di nuoto 2013 - 400 metri misti femminili
Le qualifiche per la semifinale si sono svolte la mattina del 4 agosto 2013, mentre la finale, invece, si è svolta la sera dello stesso giorno.

## Medaglie
| Posizione | Atleta           | Paese       |
| --------- | ---------------- | ----------- |
| Oro       | Katinka Hosszú   | Ungheria    |
| Argento   | Mireia Belmonte  | Spagna      |
| Bronzo    | Elizabeth Beisel | Stati Uniti |

## Record
Prima della manifestazione il record del mondo (WR) e il record dei campionati (CR) erano i seguenti.
| Record mondiale       | 4'28"43 | Ye Shiwen Cina          | 28 luglio 2012 Londra, Regno Unito |
| Record dei campionati | 4'30"31 | Katinka Hosszú Ungheria | 2 agosto 2009 Roma, Italia         |

## Risultati

### Batterie
| Pos. | Batteria | Corsia | Atleta                    | Nazionalità   | Tempo   | Note |
| ---- | -------- | ------ | ------------------------- | ------------- | ------- | ---- |
| 1    | 2        | 4      | Katinka Hosszú            | Ungheria      | 4'32"72 | Q    |
| 2    | 2        | 5      | Mireia Belmonte           | Spagna        | 4'34"64 | Q    |
| 3    | 4        | 4      | Ye Shiwen                 | Cina          | 4'34"93 | Q    |
| 3    | 4        | 3      | Zsuzsanna Jakabos         | Ungheria      | 4'34"93 | Q    |
| 5    | 4        | 5      | Hannah Miley              | Gran Bretagna | 4'34"94 | Q    |
| 6    | 3        | 4      | Elizabeth Beisel          | Stati Uniti   | 4'35"17 | Q    |
| 7    | 3        | 5      | Madeline Dirado           | Stati Uniti   | 4'37"39 | Q    |
| 8    | 3        | 3      | Miyu Otsuka               | Giappone      | 4'37"77 | Q    |
| 9    | 2        | 3      | Aimee Willmott            | Gran Bretagna | 4'38"43 |      |
| 10   | 3        | 7      | Chen Xinyi                | Cina          | 4'39"54 |      |
| 11   | 3        | 2      | Alexa Komarnycky          | Canada        | 4'39"94 |      |
| 12   | 4        | 7      | Barbora Závadová          | Rep. Ceca     | 4'41"88 |      |
| 13   | 4        | 6      | Stefania Pirozzi          | Italia        | 4'42"33 |      |
| 14   | 3        | 6      | Beatriz Gómez Cortés      | Spagna        | 4'42"78 |      |
| 15   | 4        | 2      | Yana Martynova            | Russia        | 4'44"03 |      |
| 16   | 2        | 2      | Stina Gardell             | Svezia        | 4'44"50 |      |
| 17   | 4        | 1      | Joanna Melo               | Brasile       | 4'44"55 |      |
| 18   | 2        | 6      | Miho Takahashi            | Giappone      | 4'45"70 |      |
| 19   | 2        | 7      | Erika Seltenreich-Hodgson | Canada        | 4'46"11 |      |
| 20   | 4        | 0      | Susana Escobar            | Messico       | 4'47"18 |      |
| 21   | 2        | 8      | Nguyen Thi Anh Vien       | Vietnam       | 4'47"60 |      |
| 22   | 3        | 0      | Rene Warnes               | Sudafrica     | 4'48"11 |      |
| 23   | 4        | 9      | Samantha Lucie-Smith      | Nuova Zelanda | 4'49"73 |      |
| 24   | 4        | 8      | Samantha Arevalo          | Ecuador       | 4'50"03 |      |
| 25   | 3        | 8      | Victoria Kaminskaya       | Portogallo    | 4'52"12 |      |
| 26   | 2        | 1      | Hanna Dzerkal'            | Ucraina       | 4'53"34 |      |
| 27   | 1        | 5      | Zara Bailey               | Giamaica      | 4'54"14 |      |
| 28   | 1        | 4      | Siow Yi Ting              | Malaysia      | 4'54"84 |      |
| 29   | 2        | 0      | Tanja Kylliainen          | Finlandia     | 4'55"54 |      |
| 30   | 1        | 3      | Maria Far Núñez           | Panama        | 5'14"48 |      |
|      | 3        | 1      | Ranohon Amanova           | Uzbekistan    |         | NP   |

### Finale
| Pos. | Corsia | Atleta            | Nazionalità   | Tempo   | Note |
| ---- | ------ | ----------------- | ------------- | ------- | ---- |
|      | 4      | Katinka Hosszú    | Ungheria      | 4'30"41 |      |
|      | 5      | Mireia Belmonte   | Spagna        | 4'31"21 |      |
|      | 7      | Elizabeth Beisel  | Stati Uniti   | 4'31"69 |      |
| 4    | 1      | Madeline Dirado   | Stati Uniti   | 4'32"70 |      |
| 5    | 2      | Hannah Miley      | Gran Bretagna | 4'34"16 |      |
| 6    | 6      | Zsuzsanna Jakabos | Ungheria      | 4'34"50 |      |
| 7    | 3      | Ye Shiwen         | Cina          | 4'38"51 |      |
| 8    | 8      | Miyu Otsuka       | Giappone      | 4'39"21 |      |